# Mistrzostwa świata w szachach 1907

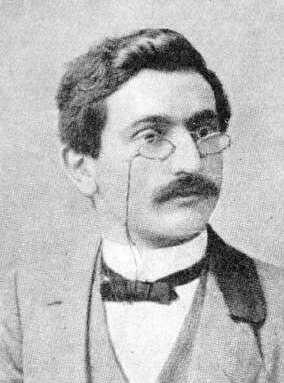
Mistrz świata 1907,
Emanuel Lasker

Mecz pomiędzy aktualnym mistrzem świata - Emanuelem Laskerem a amerykańskim szachistą Frankiem Marshallem rozegrany trybem "wędrownym" w kilku miastach USA w dniach 26 I - 6 IV 1907 r.
Wyłącznym powodem, dla którego Lasker przyjął wyzwanie Marshalla był fakt, iż w 1905 r. rywal Laskera, Siegbert Tarrasch wygrał mecz z Marshallem 8 – 1 (przy 8 remisach). Po meczu tym ogłosił on siebie nieskromnie najlepszym szachistą świata i oświadczył, iż "to nie on powinien wyzywać na mecz Laskera, ale Lasker Jego!".
Lasker wygrał mecz 7:0 przy siedmiu remisach, co było lepszym wynikiem niż zwycięstwo Tarrascha.

## Wyniki w poszczególnych partiach
|                | 1 | 2 | 3 | 4 | 5 | 6 | 7 | 8 | 9 | 10 | 11 | 12 | 13 | 14 | 15 | Punkty |
| -------------- | - | - | - | - | - | - | - | - | - | -- | -- | -- | -- | -- | -- | ------ |
| Frank Marshall | 0 | 0 | 0 | ½ | ½ | ½ | ½ | 0 | ½ | ½  | ½  | 0  | 0  | 0  | 0  | 0      |
| Emanuel Lasker | 1 | 1 | 1 | ½ | ½ | ½ | ½ | 1 | ½ | ½  | ½  | 1  | 1  | 1  | 1  | 8      |